# Difenamizole
Difenamizole (INN; tên thương hiệu Pasalin; tên mã phát triển cũ AP-14) là thuốc chống viêm không steroid (NSAID) và thuốc giảm đau của nhóm pyrazolone liên quan đến metamizole. Nó có đặc tính monoaminergic, bao gồm ức chế monoamine oxidase, tăng do pargyline của thể vân dopamine cấp, ức chế giải phóng dopamine thể vân từ K+, và ức chế sự tái hấp thu của dopamine.